# Olympische Sommerspiele 1928/Radsport – Mannschaftsverfolgung Bahn (Männer)
Die 4000-m-Mannschaftsverfolgung im Bahnradsport der Männer bei den Olympischen Spielen 1928 in Amsterdam wurde am 5. und 6. August im Olympiastadion Amsterdam ausgetragen.

## Ergebnisse

### Vorläufe
Vorlauf 1
Da der zuständige Kampfrichter beide Mannschaften eine Runde zu viel fuhren ließ, rückten beide ins Viertelfinale vor.
| Rang | Nation  | Athleten                                                                 | Zeit |
| ---- | ------- | ------------------------------------------------------------------------ | ---- |
| 1    | Belgien | August Meuleman, Yves Van Massenhove, Albert Muylle, Jean Van Buggenhout | –    |
| 2    | Polen   | Józef Lange, Alfred Reul, Jan Zybert, Józef Oksiutycz                    | –    |

Vorlauf 2
| Rang | Nation     | Athleten                                                       | Zeit                   |
| ---- | ---------- | -------------------------------------------------------------- | ---------------------- |
| 1    | Frankreich | André Aumerle, Octave Dayen, René Brossy, Aimé Trantoul        | –                      |
| 2    | Chile      | Jorge Gamboa, Alejandro Vidal, Carlos Rocuant, Edmond Maillard | überrundet nach 2850 m |

Vorlauf 3
| Rang | Nation         | Athleten                                                    | Zeit                   |
| ---- | -------------- | ----------------------------------------------------------- | ---------------------- |
| 1    | Großbritannien | Harry Wyld, Lew Wyld, Percy Wyld, Monty Southall            | –                      |
| 2    | Türkei         | Galip Cav, Yunus Nüzhet Unat, Cavit Cav, Tacettin Öztürkmen | überrundet nach 2000 m |

Vorlauf 4
| Rang | Nation   | Athleten                                                       | Zeit                   |
| ---- | -------- | -------------------------------------------------------------- | ---------------------- |
| 1    | Italien  | Luigi Tasselli, Giacomo Gaioni, Cesare Facciani, Mario Lusiani | –                      |
| 2    | Lettland | Roberts Ozols, Zinons Popovs, Ernests Mālers, Fridrihs Ukstiņš | überrundet nach 3000 m |

Vorlauf 5
| Rang | Nation      | Athleten                                                                  | Zeit                   |
| ---- | ----------- | ------------------------------------------------------------------------- | ---------------------- |
| 1    | Niederlande | Gerard Bosch van Drakestein, Jan Maas, Jan Pijnenburg, Piet van der Horst | –                      |
| 2    | Schweiz     | Ernst Fäs, Gustave Moor, Hans Gilgen, Joseph Fischler                     | überrundet nach 3000 m |

Vorlauf 6
| Rang | Nation          | Athleten                                                  | Zeit           |
| ---- | --------------- | --------------------------------------------------------- | -------------- |
| 1    | Deutsches Reich | Josef Steger, Anton Joksch, Kurt Einsiedel, Hans Dormbach | 5:13,8 min     |
| 2    | Kanada          | Lew Elder, Jim Davies, Andy Houting, William Peden        | 50 m Rückstand |

### Viertelfinale
Viertelfinale 1
| Rang | Nation         | Athleten                                                                 | Zeit            |
| ---- | -------------- | ------------------------------------------------------------------------ | --------------- |
| 1    | Großbritannien | Harry Wyld, Lew Wyld, Percy Wyld, Monty Southall                         | 5:01,6 min      |
| 2    | Belgien        | August Meuleman, Yves Van Massenhove, Albert Muylle, Jean Van Buggenhout | 175 m Rückstand |

Viertelfinale 2
| Rang | Nation      | Athleten                                                                  | Zeit            |
| ---- | ----------- | ------------------------------------------------------------------------- | --------------- |
| 1    | Niederlande | Gerard Bosch van Drakestein, Jan Maas, Jan Pijnenburg, Piet van der Horst | 5:04,8 min      |
| 2    | Polen       | Józef Lange, Alfred Reul, Jan Zybert, Józef Oksiutycz                     | 200 m Rückstand |

Viertelfinale 3
| Rang | Nation     | Athleten                                                | Zeit            |
| ---- | ---------- | ------------------------------------------------------- | --------------- |
| 1    | Frankreich | André Aumerle, Octave Dayen, René Brossy, Aimé Trantoul | 5:07,0 min      |
| 2    | Kanada     | Lew Elder, Jim Davies, Andy Houting, William Peden      | 175 m Rückstand |

Viertelfinale 4
| Rang | Nation          | Athleten                                                       | Zeit            |
| ---- | --------------- | -------------------------------------------------------------- | --------------- |
| 1    | Italien         | Luigi Tasselli, Giacomo Gaioni, Cesare Facciani, Mario Lusiani | 5:06,2 min      |
| 2    | Deutsches Reich | Josef Steger, Anton Joksch, Kurt Einsiedel, Hans Dormbach      | 110 m Rückstand |

### Halbfinale
Halbfinale 1
| Rang | Nation         | Athleten                                                       | Zeit           |
| ---- | -------------- | -------------------------------------------------------------- | -------------- |
| 1    | Italien        | Luigi Tasselli, Giacomo Gaioni, Cesare Facciani, Mario Lusiani | 5:02,6 min     |
| 2    | Großbritannien | Harry Wyld, Lew Wyld, Percy Wyld, Monty Southall               | 30 m Rückstand |

Halbfinale 2
| Rang | Nation      | Athleten                                                         | Zeit          |
| ---- | ----------- | ---------------------------------------------------------------- | ------------- |
| 1    | Niederlande | Janus Braspennincx, Jan Maas, Jan Pijnenburg, Piet van der Horst | 5:04,3 min    |
| 2    | Frankreich  | André Aumerle, Octave Dayen, René Brossy, Aimé Trantoul          | 5 m Rückstand |

### Finalrunde
Finale
| Rang | Nation      | Athleten                                                         | Zeit           |
| ---- | ----------- | ---------------------------------------------------------------- | -------------- |
| 1    | Italien     | Luigi Tasselli, Giacomo Gaioni, Cesare Facciani, Mario Lusiani   | 5:06,2 min     |
| 2    | Niederlande | Janus Braspennincx, Jan Maas, Jan Pijnenburg, Piet van der Horst | 15 m Rückstand |

Duell um Bronze
| Rang | Nation         | Athleten                                                | Zeit           |
| ---- | -------------- | ------------------------------------------------------- | -------------- |
| 3    | Großbritannien | Harry Wyld, Lew Wyld, Percy Wyld, Monty Southall        | 5:01,8 min     |
| 4    | Frankreich     | André Aumerle, Octave Dayen, René Brossy, Aimé Trantoul | 10 m Rückstand |

## Weblink
- Ergebnisse in der Datenbank von Olympedia.org (englisch)